# 止々呂美神社
止々呂美神社（とどろみじんじゃ）は、大阪府箕面市大字止々呂美にある神社。旧社格は村社。

## 祭神
- 素戔嗚噂
- 稲田姫命
- 八王子神

## 歴史
元禄年間に創建したとされており、当初は素戔嗚尊神社と称していた。元来牛頭天王社であったが、明治40年に日枝神社と天満神社を合祀し、その際に社名を現在の止々呂美神社に変更した。

## 境内社
- 天満宮
- 大山津美大神
- 猿田彦大神
- 多賀大神
- 愛宕大神
- 金毘羅大神

## 現地情報
所在地
- 大阪府箕面市大字止々呂美909

交通アクセス
- 最寄バス停：阪急バス バス停「中止々呂美」より徒歩約4分（北東へ110m、右折して直進130m）